# Gran bover suís
El Gran bover suís (The Greater Swiss Mountain Dog en anglès i Grosser Schweizer Sennenhund en alemany) és una raça de gos bover i la més gran del tipus tradicional dels Sennenhunds suïssos, que inclou quatre races regionals.
El nom Sennenhund fa referència a la població Senn, lleters i ramaders dels Alps suïssos.

## Descripció
El Gran bover suís és un gos gran, musculós i amb un mantell tricolor. Els mascles solen pesar entre 49,9 kg i 63,5 kg i les femelles entre 40 kg i 54 kg. La seva alçada és del voltant de 66 a 74 cm pels mascles i de 65 a 70 cm per les femelles. La ràtio llarg/alt és del voltant de 10 a 9.
La part superior del dors, les orelles, la cua i les potes és majoritàriament negre.

## Les quatre races de Sennenhund

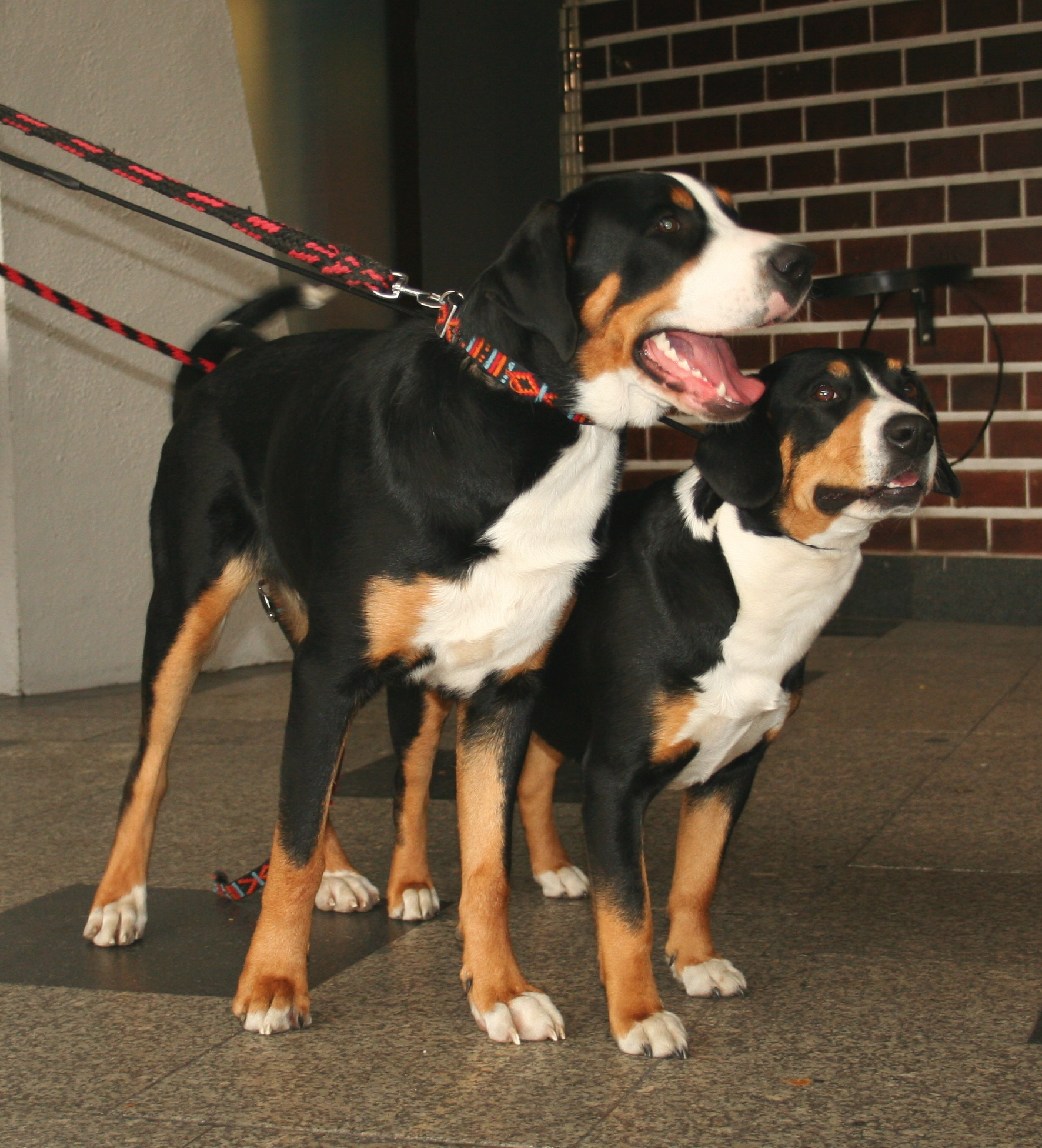
Un Gran bover suís (esquerra) i un Entlebucher Sennenhund (dreta).

Les quatre races de Sennenhund, amb el seu nom originari, seguit del nom en anglès més comú són: 
- Grosser Schweizer Sennenhund, Greater Swiss Mountain Dog. Gran bover suís
- Berner Sennenhund, Bernese Mountain Dog. Gos de muntanya de Berna
- Appenzeller Sennenhund, Appenzeller
- Entlebuch Sennenhund, Entlebuch Mountain Dog. Gos de muntanya d'Entlebuch.

## Races similars
La raça Santbernat va ser la primera a estar documentada i diferenciada d'altres gossos de gran mida a la regió. Excepte pel color i la documentació històrica, el Santbernat és molt similar als Sennenhunds més grans i comparteix història.
Els documents oficials de l'hospici de Sant Bernat són del 1707, amb pintures i dibuixos del gos fins i tot anteriors. Aquesta raça va ser la primera inclosa en el Swiss Stud Book el 1884 i l'estàndard va ser aprovat el 1887. El Sennenhund no comença a dividir-se formalment en races fins al 1908.
Un altre gos similar en història i forma és el Rottweiler alemany i ha de ser referenciat aquí.

## Temperament
Com tots els grans, són gossos de treball molt actius; aquesta raça hauria de socialitzar-se des del naixement amb altres gossos i humans i han de tenir una activitat regular i un entrenament continu si es pretén mantenir com a mascota. El Bover suís té generalment bon temperament i és un gos familiar.